# Febeau Village
Febeau Village es una villa de Trinidad y Tobago, que forma parte de la región de San Juan-Laventille.

## Geografía
La villa abarca parte de la isla Trinidad y limita al norte con Santa Cruz, al sur con Morvant, Malick y San Juan, al este con Lower Santa Cruz, Gran Curucaye y San Juan y al oeste con Mon Repos y Never Dirty.

## Demografía
Datos demográficos de la villa de Febeau Village:
| Gráfica de evolución demográfica de Febeau Village entre 2000 y 2011 |
|                                                                      |